# Stelzenbrachschwalbe

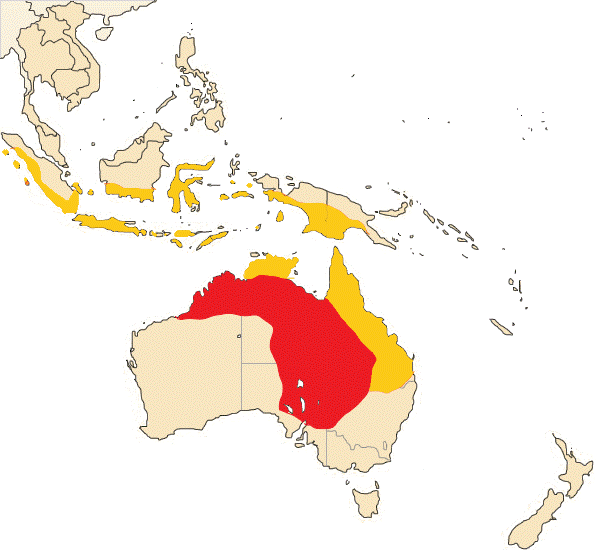
Verbreitungsgebiet
Brutgebiete
Überwinterungsgebiete

Die Stelzenbrachschwalbe (Stiltia isabella) gehört innerhalb der Ordnung der Regenpfeiferartigen zur Familie der Brachschwalbenartigen.

## Merkmale
Die Stelzenbrachschwalbe unterscheidet sich von allen anderen Brachschwalben-Arten durch die langen Beine. Auch in anderen Merkmalen ähnelt sie eher den Rennvögeln. Sie hat einen mittellangen Hals und einen großen, keilförmigen Kopf. Die Flügel des Vogels sind sehr lang und am Ende stark zugespitzt. Sein Schwanz ist kurz, gegabelt und wird deutlich von den Handschwingen überragt. Ihr Schnabel ist kurz, dünn und auf ganzer Länge leicht nach unten gebogen. Der Schnabelschaft ist orangerot gefärbt, die Schnabelspitze ist dunkel. Ihre großen Augen sind von einem weißen Lidring umgeben. Die Kehle des Vogels ist cremefarben, der Kopf, der Hals und die Brust sind gelbbraun gefärbt. Der Rücken und die Schulterfedern sind rotbraun, der Schwanz und die restlichen Teile der Flügel haben eine dunkelbraune Färbung. Der Bauch der Stelzenbrachschwalbe ist beige bis weiß, zwischen diesem und der Brust befindet sich ein rötliches Band. Jungvögel sind insgesamt grauer gefärbt. Diese Brachschwalbe wird 23 Zentimeter lang.

## Lebensweise
Die Stelzenbrachschwalbe fängt ihre Beutetiere (Insekten) sowohl in der Luft als auch auf dem Boden. Sie pickt die Tiere auf oder reckt sich, um tief fliegende Insekten zu erbeuten. In der Dämmerung jagt sie im Schwarm und kann dabei sehr hoch aufsteigen. Das Nest ist eine einfache, mit den Füßen gegrabene und durch Körperdruck geformte Bodenmulde. Sie wird manchmal mit Steinen und Zweigen umgrenzt, aber nicht ausgepolstert. Die zwei bis drei Eier haben eine Tarnfärbung. Die Jungvögel verlassen gleich nach dem Schlüpfen das Nest. Die Stelzenbrachschwalbe ist ein Teilzieher.

## Verbreitung
Diese Brachschwalben-Art brütet im nördlichen Australien, einige Vögel überwintern in Nordaustralien, auf Neuguinea, den Molukken, Sulawesi, Südost-Borneo und auf den Inseln von Timor bis Java. Sie ist damit ein Teilzieher. Sie bewohnt teilweise sehr trockene Gebiete wie Wüsten und Steppen, bleibt aber immer in der Nähe von Wasser.